# ムラマサ (漫画)
『ムラマサ』は、哲弘による日本の漫画作品。『週刊少年チャンピオン』（秋田書店）にて連載された。

## あらすじ
触れた人間は皆、拒否反応を起こしてしまう中学生・必勝白は日々をネガティブに生きていた。ある日偶然、大量の水がしたたる刀を手に、なぜかブラジャーを投げ捨てて男と戦う少女の姿を目撃する。翌日、学校でその少女、村咲のぞみに呼び出された必勝は「危ないので私に関わるな」と宣告された。呼び出されてまで関わるなと言われ、訳も分からず落ち込む必勝だったが、そこにやはり刀を手にした、やたら眠たそうな男が突然襲いかかって来る。

## 登場人物
必勝 白（まさかつ しろ）
中学2年生。性格はバカでエロくて、妄想過剰。しかしその体に触れた人は、何だか分からない理由で彼を拒絶してしまう。実は妖刀と同じ呪いがかけられているせいなのだが、本人は「自分が嫌われているせい」と思い込み落ち込むこともしばしば。彼に触れるための条件は妖刀「我鳴」を使うためのものと同じで、条件を満たした者に触れられている間は体が硬くなり、妖刀の一撃をも跳ね返せるようになる。
村咲 のぞみ（むらさき のぞみ）
必勝と同じ学校に通う女子生徒。いつでも萎縮している弱気な性格だが、妖刀「我鳴」（がなり）を守るため連日戦っている。我鳴は水を生み出して武器とするが、持ち主が「エロスな状態」でないと力を発揮しない。また、かなりの巨乳の持ち主である。
山本 正義（やまもと まさき）
妖刀を集める謎の秘密結社「ムラマサ 剣の会」の首領。白の父親。昔は趣味のサークル「刀を眺めてウキウキする会」を主宰するただの金持ちのボンボンだったが、何らかの事情により現在に至る。
必勝 紫香（まさかつ しずか）
白の母親。白が呪われているのは自分の所為だと思い、正義のもとを去り女手一つで白を育てている。優しくて泣き虫。白にかけられた呪いのことを気に病んでいる。
村咲 靖邦（むらさき やすくに）
のぞみの父。我鳴の使用者であったが、「使うことができない体」になってしまったため、のぞみに託す。正義のかつての親友で「刀を眺めてウキウキする会」の副会長だった。
紺野 つらら（こんの つらら）
中学1年生。妖刀「凍京」を使いこなす冷徹な美少女。独自に剣の会と戦っていた。相手を思わずひれ伏させる冷たい視線を持つ。
直
本名不明。「剣の会」の総帥、山本正義の秘書。妖刀「鬼六」の使い手。
皆本源九郎（みなもと げんくろう）
「剣の会」のメンバー。妖刀「義剛」を使いこなす実力者。本来は幹部格なのだが、妖刀の使用条件を満たすため出世しては降格されるという繰り返しの日々を送っている。
おでこちゃん
本名不明。呼び名の通りおでこの広い女性。「剣の会」の管理職で、我鳴を奪うべく次々と刺客を送り込む。妖刀「風車」の使い手。
篠岡 春一（しのおか しゅんいち）（旧姓・田中）
剣の会の社員で妖刀「一徳」の使い手。当人曰く「新婚三年目」の嫁を愛するあまり常に抱きかかえたまま行動する。
篠岡 美夏（しのおか みか）
春一の最愛の妻にして妖刀「岸部」の使い手。春一からは「ハニィ」と呼ばれている。社会生活を営むのが困難なほどやる気のない性格だが、春一の献身的な愛情を受けながら日々を送っている。普段はぐったりしているが、自分以外の人間が春一に触れるのを見ると強烈なパンチを繰り出して撃退する。

## 妖刀
様々な能力を持つ呪われた日本刀。使うためにはそれぞれに定められた特定の条件を満たす必要があり、それを満たさぬ者が触れると何とも言えない不快感を覚え体に変調を来たしてしまう。
我鳴（がなり）
「濡れる妖刀」。使用者は村咲のぞみ。エロスな格好をするか、エロスな気分になっている時にのみ使うことができる。刀身から水を放出する。水の量は使用者のエロスの度合いに左右され、最大級の状態では大波を発し全てを押し流すほどの威力を発揮する。
荒岩（あらいわ）
使用者は木村一。使用者が腹ぺこの時にのみ使うことができ、「相手がおにぎりに見えてやる気が出る」という能力を持つ。
日暮（ひぐらし）
相手にメルヘンな幻覚を見せる妖刀。使用者は剣の会の新入りバイト夢芝居舞花。使用者が眠い時にのみ使うことができる。
修造（しゅうぞう）
使用者は眉本太。刀身から激しい炎を発する。熱血漢、または見た目が暑苦しい男でなければ使えない。
反町（そりまち）
使用者は隼ジン。能力は「ただ光るだけ」。スターレベルの美男美女にしか使えない。
岸部（きしべ）
使用者は篠岡美夏。やる気がない者にしか使うことができず、この妖刀が触れた物体は全てやる気を失ってどろどろに溶けてしまう。
一徳（いっとく）
使用者は篠岡春一。嫌なことをしている時にしか使えないが、使用者に亜音速の動きを与える強力な妖刀。
凍京（とうきょう）
使用者は紺野つらら。冷徹な人間しか使えない氷の妖刀。強力な凍気を発して狙った物を凍らせることができる。
義剛（よしたけ）
使用者は皆本源九郎。浮き沈みの激しい人間しか使えない妖刀。重力を操る恐るべき能力を秘めている。正体は源義経が使用していた伝説の名刀「薄緑」であり、重力を巧みに操作することでいわゆる「八艘飛び」のような常識離れした動きを可能にする。
鬼桜（きざくら）
使用者は剣の会の幹部、南部昭一。酔っ払った者にしか使えない酒の妖刀。周りの人間を使用者と同じく酩酊状態にしてしまう。
七星（ななほし）
使用者は剣の会の構成員（本名不明）。タバコを吸っているときだけ使える。狙った相手の体力をヘビースモーカーと同じレベルにまで低下させてしまう。
風車（かざぐるま）
使用者はおでこちゃん。爽やかな人にしか使えない風の妖刀。刀身から竜巻を発生させる。その力を応用して空を飛ぶことも可能。
鬼六（おにろく）
使用者は直。縛られている状態でないとつかえない妖刀。相手を縄で縛られたように、動けなくする。
天牙（てんが）
死ぬ気でないと使えない呪われた軍刀。この妖刀で切ったものは全て死ぬ。

## 単行本
- 哲弘 『ムラマサ』 秋田書店〈少年チャンピオン・コミックス〉、全5巻
  1. 2009年4月発売、ISBN 978-4-253-21218-2
  2. 2009年6月発売、ISBN 978-4-253-21219-9
  3. 2009年8月発売、ISBN 978-4-253-21220-5
  4. 2009年11月発売、ISBN 978-4-253-21239-7
  5. 2009年12月発売、ISBN 978-4-253-21240-3